# Estadio La Ceiba
El Estadio La Ceiba es una infraestructura deportiva para la práctica del béisbol ubicada en el sur de Venezuela, en el Estado Bolívar específicamente en Ciudad Guayana. A pesar de que actualmente no posee un equipo profesional aceptado por la Liga Venezolana de Béisbol Profesional, es el segundo estadio de béisbol más grande del país. y el tercero de América Latina después del Latinoamericano de La Habana, Cuba, y tiene una capacidad aproximada de 30 mil espectadores.
El estadio se inauguró el 1 de noviembre de 1998 en la gestión del gobernador Jorge Carvajal Morales con el juego Caribes - Águilas. Durante muchos años estuvo abandonado, pero el interés por ser admitidos en la liga ha hecho que el gobierno regional recuperara sus espacios, posee 8 torres de iluminación, cuenta con un módulo policial, fueron colocadas sillas de colores amarillo y verde, recuperados los servicios públicos, y mejorados los accesos y la grama.
Este estadio actualmente es usado como sede alternativa de los equipos Caribes de Anzoátegui y Navegantes del Magallanes.